# Oude Zuurdijkster Uiterdijkspolder
De Oude Zuurdijkster Uiterdijkspolder is een voormalig waterschap in de provincie Groningen. De polder werd ook wel aangeduid met de naam: Zuurdijkster en Houwerzijlsterpolder.
De polder lag ten zuiden van Zuurdijk tussen de vervallen dijk (even ten zuiden van de Ewer) en de rechter Rietdiepdijk. De polder waterde af via een kleppomp in de dijk. De uitwateringsloot liep over de voormalige kwelder die tot het waterschap de Noorder Reitdiepspolder behoorde. 
Waterstaatkundig gezien ligt het gebied sinds 1995 binnen dat van het waterschap Noorderzijlvest.

## Foto's

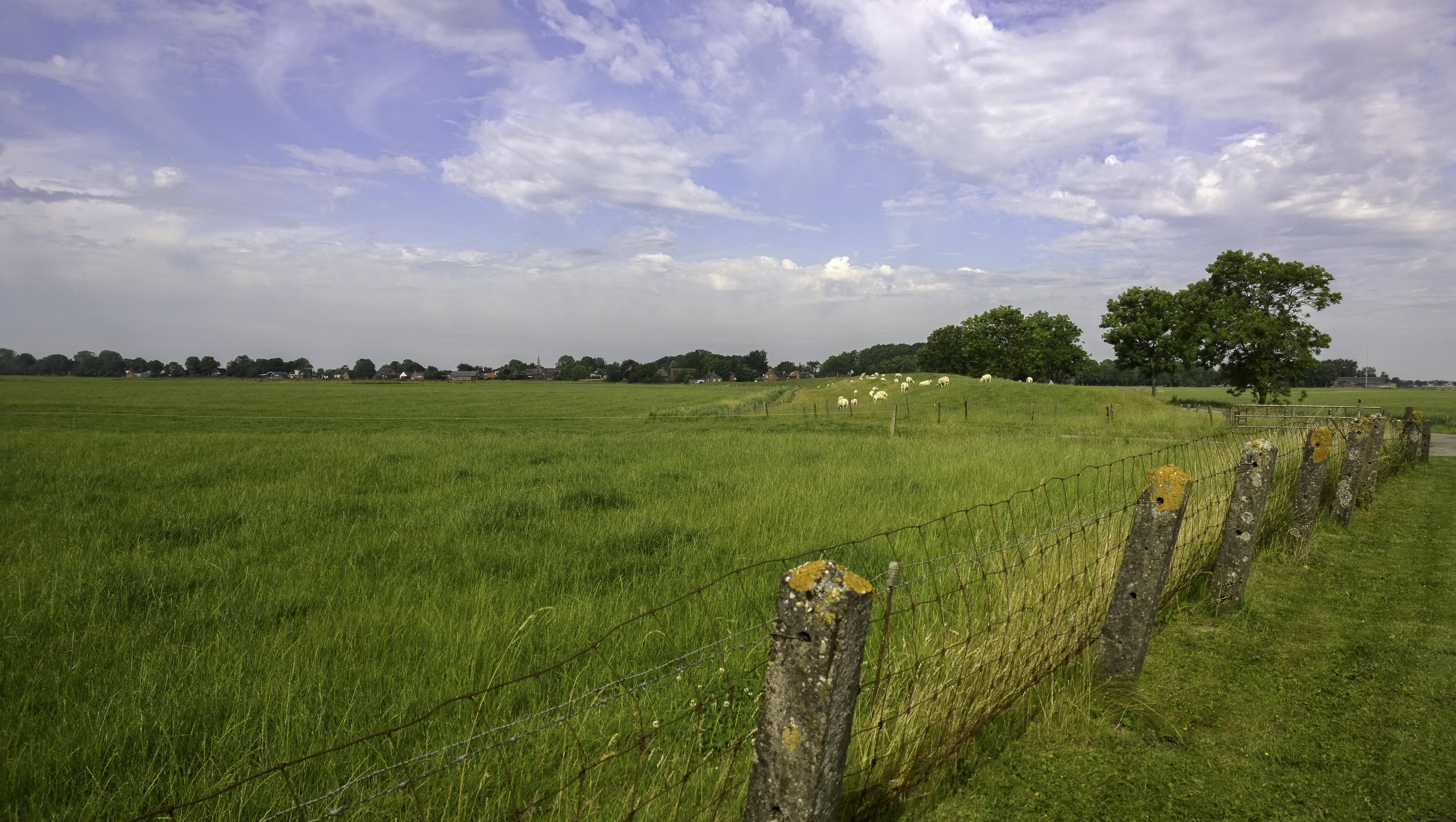
Restant van de dijk ten oosten van Houwerzijl met links de Oude Zuurdijkster Uiterdijkspolder
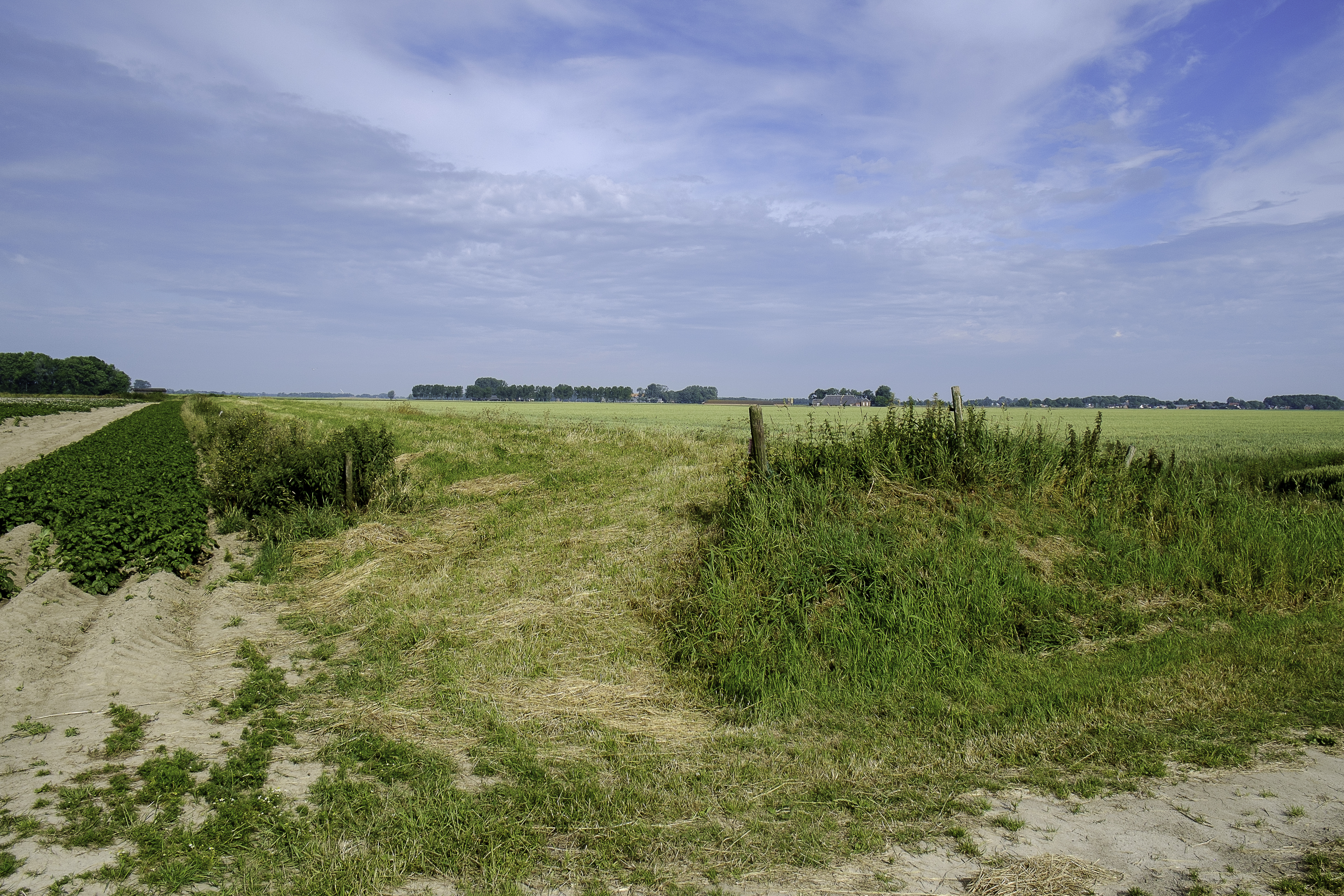
Restant van de dijk om de Oude Zuurdijkster Uiterdijkspolder met links de Nieuwe Zuurdijkster Uiterdijkspolder en op de achtergrond De Hoogte